# Storøya
Storøya är en liten ö öster om Nordaustlandet på Svalbard. Ön besöktes 1931 av en svensk-norsk expedition under ledning av geologen Hans W:son Ahlmann.